# Parafia św. Jana Marii Vianneya w Gostkowie
Parafia świętego Jana Marii Vianneya w Gostkowie – parafia rzymskokatolicka, znajdująca się w diecezji pelplińskiej, w dekanacie Bytów.